# Catena Artamonov
Catena Artamonov er en 134 km lang kæde af kratere på Månen. Den er opkaldt efter det nærliggende krater Artamonov og ligger på positionen 26,0°N og 105,9°Ø.